# Fort Stanwix
Fort Stanwix ist ein Fort in der Ortsmitte der Stadt Rome im US-Bundesstaat New York. Es wurde 1758 im Franzosen- und Indianerkrieg durch die britische Kolonialarmee in Nordamerika unter General John Stanwix errichtet; zum Schutz einer knapp 5 km langen Portage zwischen dem Mohawk River und dem Wood Creek auf dem einzigen Wasserweg durch die Bergkette der Appalachen. 1776 wurde das verfallene Fort an derselben Stelle von der Armee der Vereinigten Staaten wieder aufgebaut und im Amerikanischen Unabhängigkeitskrieg genutzt. Bei einer Belagerung 1777 durch die Briten hisste die amerikanische Besatzung des Forts eine Flagge „aus blauen, roten und weißen Streifen“, die als ein Vorläufer der Stars and Stripes gilt. 1781 wurde es wieder aufgelassen, verfiel und wurde im 19. Jahrhundert durch die Stadt Rome überbaut.
1935 wurde der noch nicht erforschte Standort des Forts als Gedenkstätte vom Typ eines National Monuments ausgewiesen. Jedoch erst 1976 rekonstruierte der National Park Service das Fort und verwaltet es heute.

## Geschichte
1768 war Fort Stanwix Austragungsort für die Konferenz über den Vertrag von Fort Stanwix zwischen den Briten und den Irokesen, die von William Johnson arrangiert wurde. Der Zweck der Konferenz war die Neuverhandlung der Grenzlinie zwischen Indianern und weißen Siedlern, die in der Königlichen Proklamation von 1763 ausgerufen worden war. Die britische Regierung hoffte, dass eine neue Grenzlinie ein Ende der ausufernden Gewalt in den Grenzgebieten bringen würde, die teuer und besorgniserregend geworden war. Die Indianer hofften, dass eine neue, permanente Grenzlinie die weiße koloniale Expansion zurückhalten würde.
Der abschließende Vertrag wurde am 5. November unterzeichnet und erweiterte die früher proklamierte Grenzlinie viel weiter nach Westen. Die Irokesen hatten im Endeffekt Kentucky den Weißen überlassen. Wie auch immer, die Indianer, die tatsächlich in Kentucky lebten, Shawnee, Delaware und Cherokee, spielten bei den Verhandlungen keine Rolle. Anstatt den Frieden zu sichern, bereitete der Vertrag von Fort Stanwix den Schauplatz für die nächsten Kriegshandlungen vor.

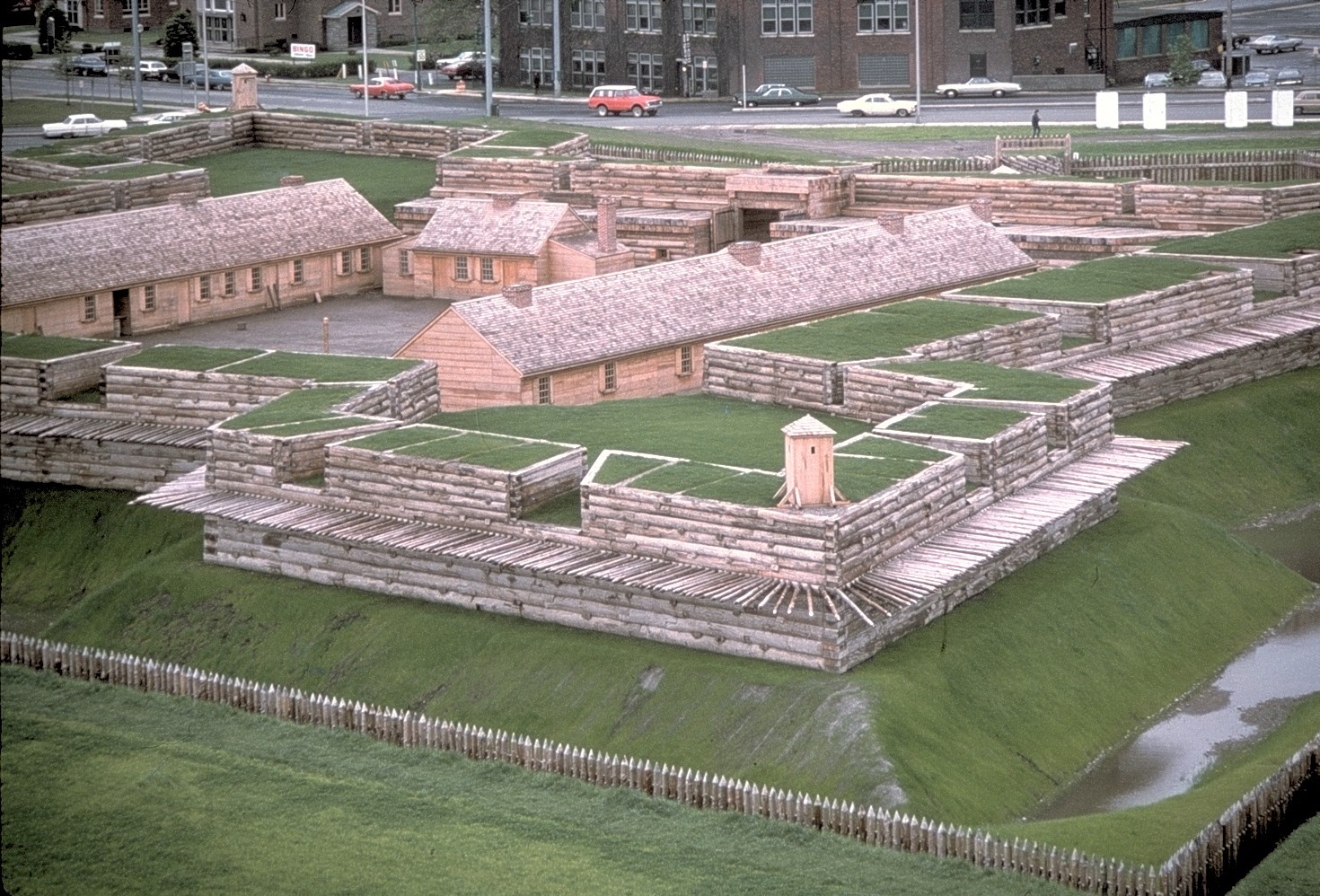
Fort Stanwix im Zentrum der Stadt Rome, New York

## Fort Schuyler
Im Amerikanischen Unabhängigkeitskrieg wurde das verlassene Fort Stanwix von den amerikanischen Streitkräften wiederaufgebaut und nach dem Generalmajor der Armee Philip Schuyler Fort Schuyler getauft. Nachdem aber mehrere Festungen diesen Namen trugen, blieb es zur Unterscheidung oftmals bei Fort Stanwix. 1777 wurde das Fort von britischen Streitkräften unter General Barry St. Leger im Zuge des dreiarmigen Saratoga-Feldzuges angegriffen, um die amerikanischen Kräfte in New York aufzuspalten. Der Fortkommandeur Oberst Peter Gansevoort schlug die Kapitulationsbedingungen der Briten aus und eine 21-tägige Belagerung begann.
Eine amerikanische Entsatzkolonne, die unter General Nicholas Herkimer dem belagerten Fort zu Hilfe kommen wollte, wurde in der Schlacht von Oriskany von britischen Truppen, Loyalisten und indianischen Alliierten in einen Hinterhalt gelockt. Weil viele der Belagerer an der Schlacht teilnahmen, wagten die Belagerten einen Ausfall, griffen das Lager des Feindes an und plünderten und zerstörten dessen Vorräte. Demoralisiert und zahlenmäßig geschwächt, zogen sich die Briten nach Kanada zurück, als sie (gefälschte) Gerüchte hörten, dass weitere Entsatztruppen unter General Benedict Arnold im Anzug seien. Das Fort war das einzige in den 13 ursprünglichen Staaten der Vereinigten Staaten, das die Briten nie erobern konnten. Dass die Briten das Fort nicht einnehmen und dann weiter durch das Mohawk-Tal ziehen konnten, war ein ernstlicher Rückschlag und trug zur Niederlage von General John Burgoyne in der Schlacht von Saratoga bei.
1781 wurde das Fort wegen seiner abgelegenen Position weitab der Siedlungsräume wieder aufgegeben und verfiel schnell. 1784 schlossen die Amerikaner und die sechs Völker der Irokesen einen Vertrag bei den Ruinen des Forts Stanwix ab. Mit ihm wurden die Indianer als Verbündete der Vereinigten Staaten anerkannt und bekamen ihre traditionellen Lebensräume weitgehend garantiert. Dafür lösten sie ihre Koalition auf und beendeten den Guerilla-Krieg gegen die weißen Siedler südöstlich der Appalachen. Die Ansprüche aus dem Vertrag auf Land und Unabhängigkeit wurden schon wenige Jahre später durch den Bundesstaat New York nicht mehr anerkannt. Die Oneida, eines der sechs Völker, führt seit Anfang des 21. Jahrhunderts einen Prozess um rund 100.000 Hektar traditionellen Landes.
1817 wurde der Erie-Kanal eröffnet und ersetzte den alten Wasserweg und damit auch die Portage bei Fort Stanwix.

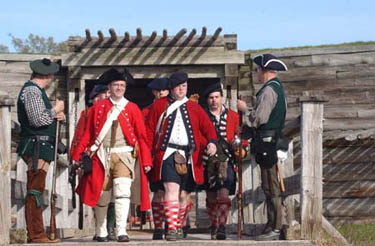
Reenactment im National Monument

## Das National Monument heute
Bereits 1935 war der Standort des ehemaligen Fort Stanwix als National Monument ausgewiesen, im November 1962 wurde er als National Historic Landmark anerkannt. Im Oktober 1966 folgte der Eintrag in das National Register of Historic Places.
Für die 200-Jahr-Feier der Vereinigten Staaten im Jahr 1976 wurde das Fort am Originalstandort rekonstruiert. Die Flächen wurden im Rahmen eines großangelegten Urban Renewal-Programms von verschiedenen privaten Eigentümern erworben. Die Baumaßnahmen wurden teilweise mit historischen Methoden ausgeführt. Die Stadt Rome setzte auf Tourismus als neue Einnahmequelle, weil 1964 der größte Arbeitgeber, eine Basis der U.S. Air Force, geschlossen worden war.
Heute finden im Fort regelmäßig Reenactment-Veranstaltungen statt, die verschiedene Epochen des 18. Jahrhunderts nachstellen.